# Midila larua
Midila larua là một loài bướm đêm trong họ Crambidae.